# Haidra
Haïdra  (in arabo حيدرة‎?) è una municipalità nonché capoluogo della delegazione di Hidra nel Governatorato di Kasserine (Tunisia).
Nel 2004 contava una popolazione di 3.109 abitanti.
Situata a qualche chilometro dal confine con l'Algeria, Haïdra è conosciuta perché posta nelle vicinanze dell'antico sito archeologico di Ammaedara, di cui restano ancora oggi importati monumenti.